# Minor Planet Center
Minor Planet Center, MPC – organizacja działająca pod auspicjami Międzynarodowej Unii Astronomicznej odpowiedzialna za zbieranie danych obserwacyjnych małych ciał Układu Słonecznego (planetoid i komet). Działa przy Smithsonian Astrophysical Observatory (SAO), które jest częścią Center for Astrophysics (CfA) wraz z Harvard College Observatory (HCO).
Minor Planet Center zajmuje się obliczaniem orbit obserwowanych obiektów, jak również publikuje te informacje w wydawanym przez siebie Minor Planet Circulars. Prowadzi również szereg bezpłatnych usług dla obserwatorów dostępnych w internecie. Kompletny katalog orbit drobnych ciał (MPCORB, określany jako Minor Planet Katalog) jest bezpłatnie dostępny na stronach MPC.
Minor Planet Center zostało powołane przy Uniwersytecie w Cincinnati w 1947 roku, pod kierownictwem Paula Hergeta. Gdy w 1978 roku Herget przeszedł na emeryturę, MPC zostało przeniesione do SAO, pod kierownictwo Briana Marsdena.